# Georg Stumme
Georg Stumme (29. července 1886, Halberstadt, Německo – 24. října 1942 El Alamein, Egypt) byl vyznamenaný veterán první světové války a pozdější generál Wehrmachtu za druhé světové války v hodnosti generál tankových jednotek (General der Panzertruppe). Mimo jiné byl držitelem mnoha vojenských vyznamenání včetně Rytířského kříže.

## Mládí a první světová válka
Narodil se 29. červenec 1886 v anhaltském městě Halberstadt. Dne 19. března 1906 dokončil úspěšně studium na královské pruské vojenské akademii a jako kadet-čekatel (Fahnenjunker) byl zařazen ke 57. hornoslezskému polnímu dělostřeleckému pluku (Oberschlesischen Feld-Artillerie-Regiment Nr. 57). V polovině srpna následujícího roku mu byla udělena hodnost poručíka (Leutnant).
S vypuknutím první světové války působil jako adjutant praporu a poté, co byl raněn na frontě, byl převelen do týlu a následně absolvoval výcvik generálního štábu. Poté již v hodnosti kapitána (Hauptmann) působil na generálním štábu, než byl jmenován do funkce náčelníka štábu u 33. divize. Za zásluhy během války si vysloužil oba stupně pruského železného kříže, Sasko-Meiningenský čestný kříž za zásluhy a Odznak za zranění v černém.

## Meziválečné období
Po skončení války se mladému kapitánovi Stumme dostalo příležitosti zůstat v nově vytvořené, silně zredukované armádě – Reichswehru. Zde byl zařazen ke 10. pruskému jízdnímu pluku (10. [Preuß.] Reiter-Regiment), kde sloužil u plukovního štábu ve městě Züllichau (Sulechów). Na jaře roku 1924 byl převelen do štábu 3. jízdní divize pod velením generálporučíka Paula Haseho. V této funkci byl také k 1. říjnu roku 1926 povýšen do hodnosti majora.
Následovalo působení u štábu 2. pruského jízdního pluku (2. [Preuß.] Reiter-Regiment) v Osterode, kde se dočkal k 1. únoru 1931 povýšení do hodnosti podplukovníka (Oberstleutnant) a k 1. říjnu téhož roku nahradil plukovníka Georga Lisacka jako velitele 1. pruského jízdního pluku (1. [Preuß.] Reiter-Regiment). Zanedlouho následovalo povýšení na plukovníka a přesně k 1. říjnu 1934 byl Stumme ve funkci velitele 1. pruského jízdního pluku nahrazen plukovníkem Kurtem Wuthenowem. Jeho novým služebním postem se mu stalo Velitelství kavalerie Štětín (Kavallerie-Kommando Stettin), které bylo o rok později přejmenováno na 1. jízdní brigádu (1. Reiter-Brigade).
K 1. dubnu roku 1936 byl poté Stumme převelen do Berlína, aby zde převzal funkci oblastního vyššího velitele jezdectva (Höherer Kavallerieoffizier 1). V této funkci se rovněž o pár měsíců později dočkal generálských výložek. Stumme byl povýšen na generálmajora k 1. srpnu téhož roku. V této funkci byl k počátku dubna roku 1938 povýšen do hodnosti generálporučíka a k počátku listopadu téhož roku mu bylo svěřeno velení nově zformované 2. lehké divize (2. Leichte-Division) ve městě Gera.

## 2. světová válka
Této divizi velel i při útoku na Polsko. Počátkem roku 1940 se stal velícím generálem XXXX. Armeekorpsu, kterému velel při válečných operacích na západě, při balkánském tažení a válce proti Světskému svazu. Koncem roku 1940 byla jeho jednotka motorizována.
Při operaci Barbarossa Stummemu velel polní maršál Fedor von Bock. Stumme se svými vojáky obsadil Možajsk. Poté se podílel na operaci Blau, jejímž výsledkem byl postup Paulusovy 6. armády spolu s jeho reorganizovaným XXXX. sborem.
V červnu 1942 byly některé německé plány zachyceny Sovětským svazem. Hitler obvinil Stummeho a nařídil jej postavit před vojenský soud. Velení byl zbaven 21. července 1942, byl shledán vinným a odsouzen k pěti letům vězení, avšak Bock zařídil jeho propuštění. Ulrich von Hassell to ve svém deníku nazval „groteskní hrou s cínovými vojáčky, kterou Hitler hraje se svými generály“ a dodal: „Stumme, velící generál tankových vojsk, byl odsouzen k pěti letům [za akce divizního štábního důstojníka]. Okamžitě byl omilostněn, od Göringa obdržel příslib nové velitelské funkce a teď je poslán do Afriky náhradou za Rommela. Nevojácká, nepruská fraška.“
Stumme přibyl do Egypta k Afrikakorpsu v září 1942, kdy musel čelit Britům u El Alameinu. Erwin Rommel byl kvůli nemoci a vyčerpání uvolněn z funkce. Stumme přijel 19. září, jen pár dní před Rommelovým odjezdem. Převzal velení Tankové armády Afrika, (smíšených italských a německých sil), když Wilhelm von Thoma nahradil zraněného Walthera Nehringa ve velení Afrikakorpsu.

### Bitva u El Alameinu a smrt
Stumme „s důvěrou prováděl plán vypracovaný Rommelem“ pro případ očekávaného útoku. Ze zpráv nadřízeným je zřejmé, že nebyl příliš optimistický a shodoval se s Rommelem, že jediná vyhlídka na úspěch spočívá v tom, že zadrží nepřátelské útoky; na to však neměl dostatečné síly. Za šest týdnů od jeho příjezdu zahájili Britové masivní ostřelování. Stumme zakázal užití dělostřelecké munice k útoku na britské nástupní prostory, kde byl nepřítel nejzranitelnější, a dal přednost držet omezené prostředky v rezervě. Reinhard Stumpf to popsal jako „hrubou chybu, která Britům umožnila v relativním poklidu zformovat útok“.
Na rozdíl od Rommela, Stumme se přesouval bez ochranného doprovodu a bez radiového vozu. Stumme a velitel spojařů plukovník Andreas Büchting se 24. října přesunovali na frontu, aby obhlédli situaci. Na cestě k velitelskému stanovišti se automobil ocitl pod útokem v otevřené krajině.
Büchting byl na místě mrtev po zásahu do hlavy. Stumme vyskočil a držel se kraje auta, dokud řidič nezmizí z dostřelu. Druhý den byl bez zjevných zranění nalezen mrtev vedle cesty. Vědělo se, že má vysoký krevní tlak a předpokládá se, že zemřel na srdeční infarkt. Ve funkci velitele tankové armády Afrika jej nahradil navrátivší se Erwin Rommel, zatímco Afrika Korpsu velel Wilhelm von Thoma.

## Povýšení a vyznamenání

### Data povýšení
- Fahnenjunker – 19. března 1906
- Leutnant – 16. srpna 1907
- Oberleutnant – ?
- Hauptmann – 18. října 1915
- Major – 1. října 1926
- Oberstleutnant – 1. února 1931
- Oberst – 1. srpna 1933
- Generalmajor – 1. srpna 1936
- Generalleutnant – 1. dubna 1938
- General der Kavallerie – 1. června 1940
- Přejmenován na General der Panzertruppe – 4. června 1941

### Vyznamenání
- Rytířský kříž železného kříže – 19. července 1940
- Spona k pruskému železnému kříži II. třídy
- Spona k pruskému železnému kříži I. třídy
- Pruský železný kříž I. třídy (první světová válka)
- Pruský železný kříž II. třídy (první světová válka)
- Vévodský Sasko-Meiningenský čestný kříž za zásluhy ve válce (první světová válka)
- Odznak za zranění v černém (první světová válka)
- Baltský kříž Baltický kříž I. třídy
- Baltický kříž II. třídy
- Kříž cti
- |  |  |  Služební vyznamenání wehrmachtu od IV. až do I. třídy